# Église Saint-Joseph de Bruxelles
Pour les articles homonymes, voir Église Saint-Joseph.
L'église Saint-Joseph (en néerlandais : Sint-Jozefkerk) est un édifice religieux construit pour le culte catholique et maintenant administré par la Fraternité Saint Pie X. Elle est sise au square Frère-Orban, dans le quartier Léopold, non loin du quartier des squares, dans la ville de Bruxelles (Belgique). 
Construite de 1842 à 1849, l'église est le sanctuaire national dédié à saint Joseph, saint patron de la Belgique depuis 1679.

## Historique
Inspiré par l'église de la Trinité-des-Monts (de Rome), Tilman-François Suys réalisa l'édifice en forme de basilique, avec un chœur à chevet plat, qui s'inscrivit, en 1860, dans un nouvel espace de verdure (conçu selon les plans du même architecte) : le square Frère Orban, lui-même au centre d'un schéma octogonal. La première pierre de l'édifice fut bénie par le cardinal Engelbert Sterckx, le 6 avril 1842. Le nonce apostolique (en), le cardinal Giacomo Cattani, consacra l'église le 24 juin 1874 et la déclara, en même temps, sanctuaire national de saint Joseph.
Pendant des décennies desservie par les Pères rédemptoristes, l'église fut ensuite un lieu de culte de l'Église syriaque orthodoxe de 1989 à 2001. Ensuite, elle fut acquise par le prieuré du Christ-Roi de la Fraternité sacerdotale Saint-Pie-X en 2001, offrant ainsi un lieu de culte plus adapté à ses fidèles qui se rendaient, depuis 1979, aux offices de la chapelle du prieuré. Les offices sont donc célébrés en latin, comme avant 1965.

## Architecture
Dotée d'une façade en pierre bleue, l'église comporte trois nefs de hauteur égale et fait un total de 66 mètres de longueur et de 26 mètres de largeur. Sa voûte, de 18 mètres de haut, est en outre supportée par deux rangées de colonnes de style corinthien qui séparent les deux nefs latérales de la principale. Le Triomphe de la Foi est le relief sculpté au-dessus du portail central.

## Patrimoine
- Le maître-autel de marbre blanc, est surmonté d'un large tableau d'Antoine Wiertz;
- L'orgue, de style classique-romantique, fut réalisé en 1858 par Hippolyte Loret et revu par Hubert Van de Loo en 1853;
- Les stalles sont du sculpteur Charles Geerts.
- Le chemin de croix est dû au pinceau d'Ernest Wante
- Le bas-relief Le Triomphe de la croix est l'œuvre de Julien Gabriel Leclercq[1].

## Images

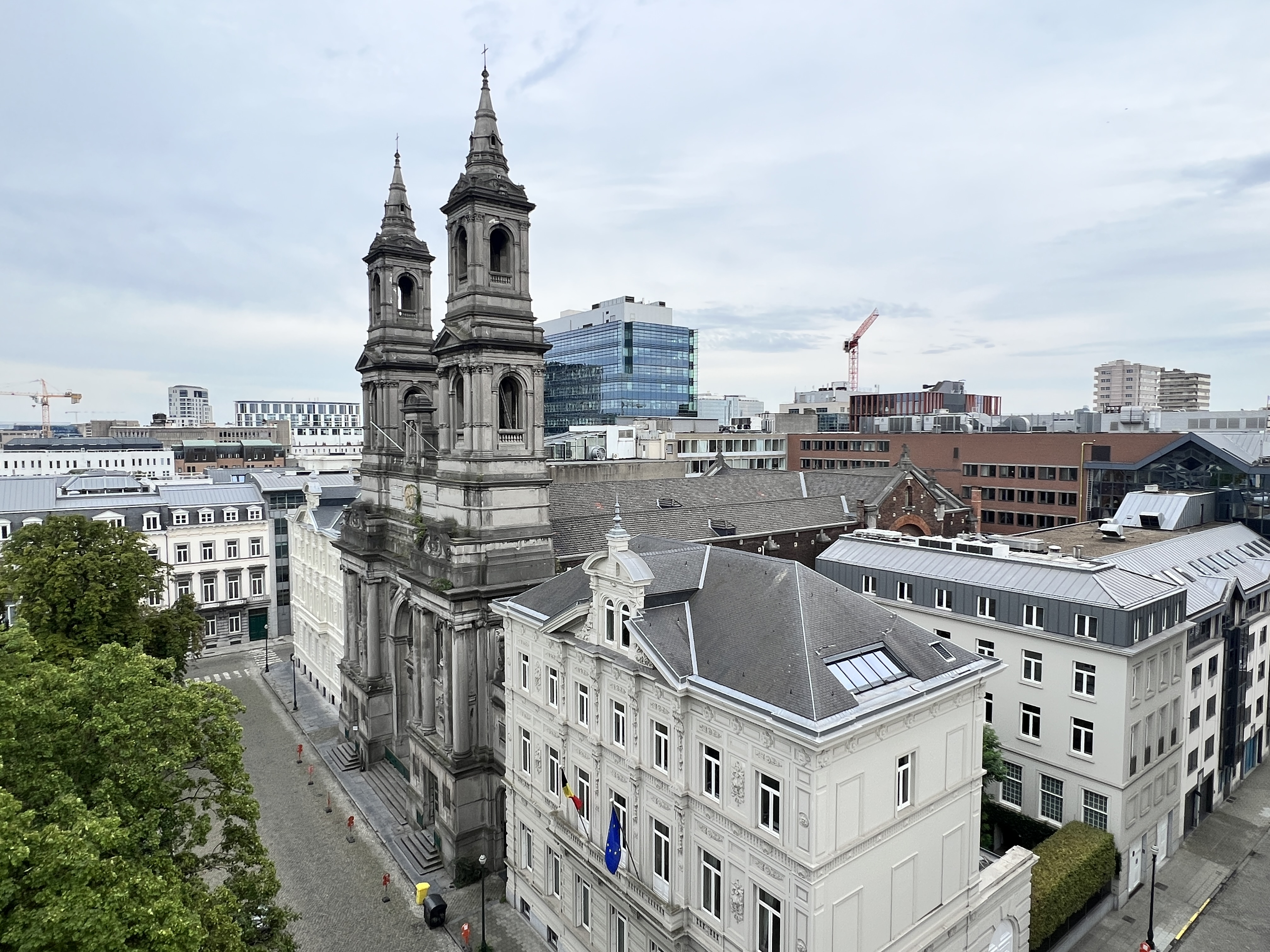
Vue aérienne latérale de l'ensemble de l'église
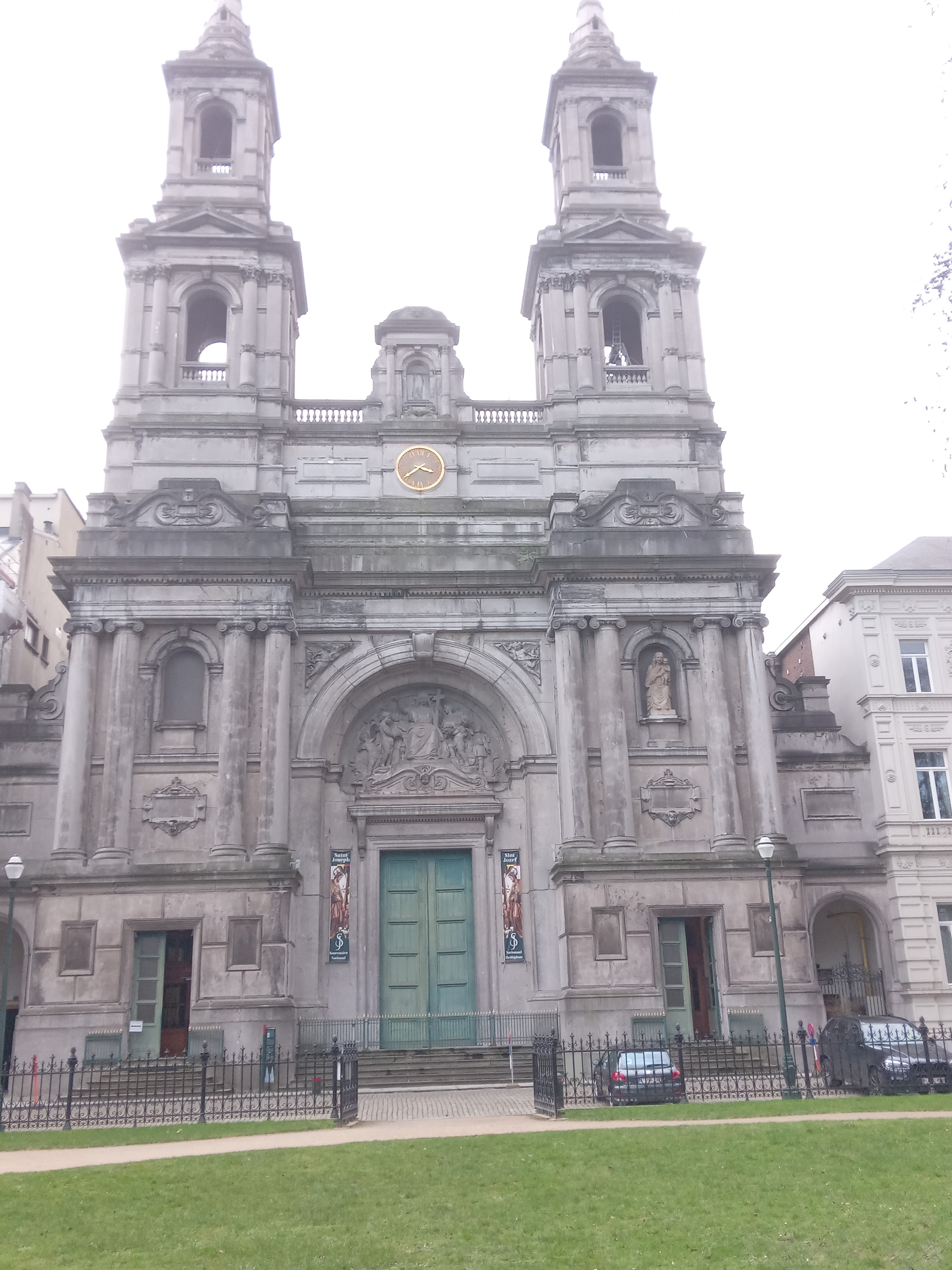
Vue d'en face de l'église
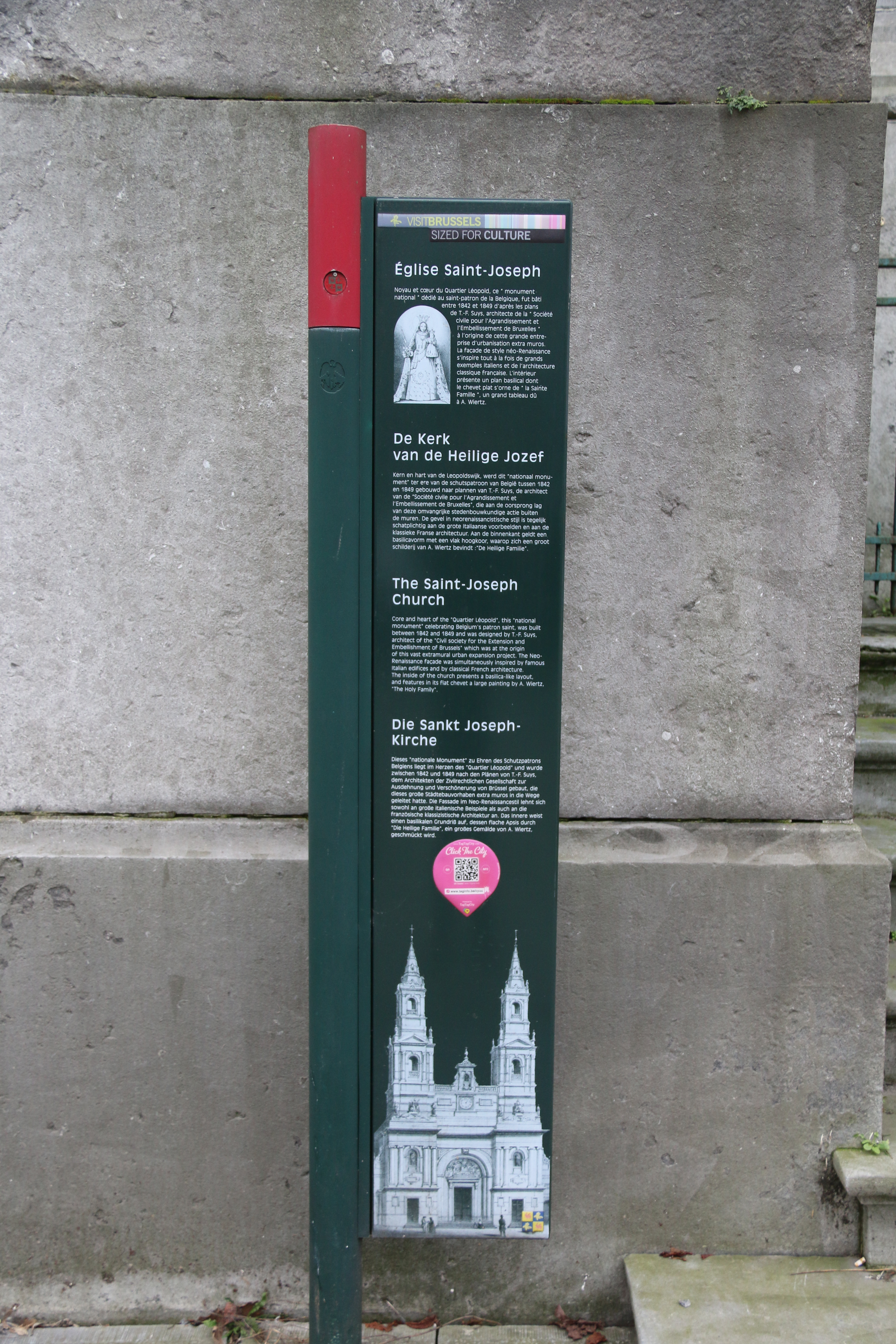
Panneau descriptif devant le bâtiment
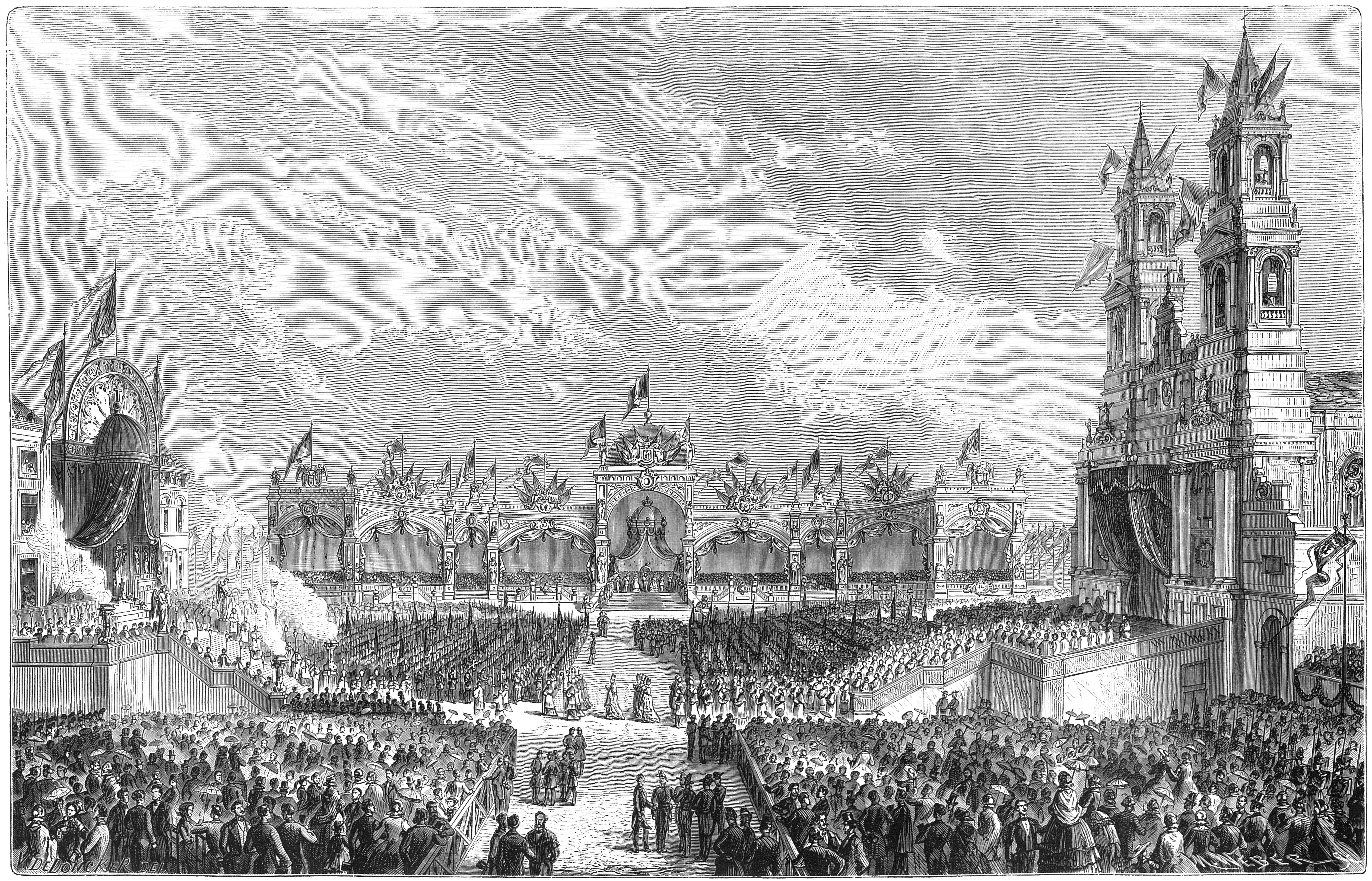
L'église lors de festivités au XIXe siècle